# Дамаска афера
Дамаската афера е антисемитска кампания в Дамаск през 1840 година, предизвикала международен скандал.
На 5 февруари в Дамаск е убит френски католически монах и под влияние на френския консул местната османска администрация арестува 13 видни евреи, които, в късен пример на кръвна клевета срещу евреите, са обвинени в неговото ритуално убийство. Арестуваните са подложени на мъчения и правят признания, като четирима от тях умират, а тълпи граждани опожаряват синагогата. Случаят предизвиква широк отзвук в Западна Европа и група, ръководена от британския общественик Мозес Монтефиоре, успява да издейства оправдаването на арестуваните, а по-късно и султански ферман, целящ да предотврати случаите на кръвна клевета.